# Santo Antônio do Itambé
Santo Antônio do Itambé est une municipalité brésilienne de l'État du Minas Gerais et la microrégion de Conceição do Mato Dentro.